# Rodion Chtchedrine
Pour les articles homonymes, voir Chtchedrine.
Rodion Konstantinovitch Chtchedrine (en russe : Родион Константинович Щедрин) est un compositeur russe, né le 16 décembre 1932 à Moscou.
Artiste du peuple de l'URSS (en 1981), lauréat du prix Lénine (1984), lauréat du Prix d’État de l'URSS (1972) et du prix d'État de la fédération de Russie (1992). Membre du Groupe interrégional des députés (1989-1991).

## Biographie
Né à Moscou dans la famille d’un diplômé du Conservatoire Tchaïkovski de Moscou, compositeur et professeur, Konstantin Mikhailovitch Chtchedrine (1894-1955) et d’une économiste et passionnée de musique, Concordia Ivanovna Chtchedrina (née Ivanova) (1908-1999).

Le grand-père de Rodion Chtchedrine est un prêtre orthodoxe d'Aleksine, gouvernement de Toula. Le sentier menant à l’église où le prêtre faisait ses offices a été surnommé par les paroissiens un « chtchedrinka ».
Le premier professeur du jeune Rodion est son père Konstantin Mikhailovitch ; né dans le village de Vorotci du gouvernement de Toula, mais qui a grandi à Aleksine, une petite ville non loin de Toula. Le petit Rodion a un don musical rare, sa mémoire fonctionne comme un magnétophone, enregistrant la musique dès la première fois, et (ce qui n'est pas la plus remarquable de ses capacités), il a l’oreille absolue. Son talent extraordinaire est un jour remarqué par l’actrice Vera Pachennaïa qui visite de temps en temps la ville et qui finalement se charge de tous les frais pour envoyer le garçon à Moscou afin qu’il puisse y faire ses études au Conservatoire.
Depuis son plus jeune âge, Chtchedrine est entouré de musique : il écoute son père jouer du violon, il assiste au concert du trio instrumental organisé par son père et ses frères.
En 1941 Rodion entre à l’École centrale de musique auprès du Conservatoire de Moscou. M. L. Gekhtman devient son premier vrai professeur de piano et lui donne des cours privés.

Pendant la Seconde Guerre mondiale (en octobre 1941) la famille Chtchedrine est évacuée à Samara. Dimitri Chostakovitch, lui aussi évacué, se retrouve dans cette ville où il finit sa septième symphonie ; le jeune Rodion a la chance de l’entendre lors de la répétition générale dirigée par Samuel Samossoud.
Dmitri Chostakovitch et Konstantin Chetchdrine, les deux, sont membres de l’Union des compositeurs, où l’un est président et l’autre secrétaire adjoint. Chostakovitch soutient la famille Chtchedrine dans son quotidien.
Chtchedrine continue sa formation au Collège de chant de chœur de Moscou (1944-1950) présidé par Alexander Svechnikov.
Dans les années 1950-1955 R. K. Chtchedrine fait ses études au Conservatoire Tchaïkovski de Moscou qu’il termine avec mention dans deux disciplines : celle de la composition (classe de Iouri Chaporine) et celle du piano (classe de Iakov Flier).
En 1956, Chtchedrine fait un cycle d'études préparant à la soutenance de la thèse de candidat (prof. Iouri Chaporine). En 1959 Chtchedrine soutient avec succès sa thèse (prof. Iouri Chaporine).
Le 2 octobre 1958, Chtchedrine épouse une soliste du Ballet du Bolchoï, la célèbre ballerine, Maïa Mikhaïlovna Plissetskaïa.
Du 1965 au 1969 Chtchedrine enseigne la composition au Conservatoire de Moscou. Parmi ses élèves sont Oleg Galakhov (ru), Boris Getselev, Gueorgui Mintchev (ru). Chtchedrine arrête ses activités pédagogiques au Conservatoire à cause d’un conflit avec les représentants du Parti communiste du département de composition et théorie musicale.
En 1968, il refuse de signer la lettre soutenant l’entrée des troupes du pacte de Varsovie en Tchécoslovaquie.
En 1973, Chtchedrine est élu président de l’Union des compositeurs de la fédération de Russie, béni par Dmitri Chostakovitch. Il ne quitte ce poste qu’en 1990, tout en restant président d’honneur de l’Union des compositeurs de Russie.
Le fait qu’une grande organisation de compositeurs russes pendant de longues années était présidée et dirigée par un compositeur important et novateur a évidemment joué un rôle considérable dans l’évolution de la musique. Chtchedrine a apporté son soutien à d’autres compositeurs, musicologues, chefs d’orchestre etc.
« Chtchedrine a présidé l’Union des compositeurs russes toutes ces années, mais peu de gens savent le nombre de jeunes talents, réprouvés et chassés par le pouvoir, qu’il a finalement soutenus » - a écrit en 2002 Vladimir Spivakov dans le prospectus du Festival de musique consacré au 70e anniversaire du compositeur R. K. Chtchedrine.

### Famille
- Père : Konstantin Mikhailovitch Chtchedrine, musicien, théoricien et professeur
- Mère : Concordia Ivanovna Chtchedrina (née Ivanova)
- Épouse : Maïa Mikhaïlovna Plissetskaïa, la première danseuse du Ballet du Bolchoï, Artiste du peuple de l’URSS, lauréat du prix Lénine.

## Poètes et musiciens de R. K. Chtchedrine
- « Un jour, Guia Kantcheli, un compositeur en habits de travail de velours bleu foncé et aux yeux aussi veloutés que ses habits, rentré d’Allemagne, peu après une première, m’a parlé de Rodion Chtchedrine : « C’est un grand compositeur, peut–être le plus grand dans le monde contemporain ». Habitué aux balbutiements de mes collègues, j’ai été plutôt choqué. Chtchedrine est la grande lettre « Chtch » de la musique russe. Cette lettre n’existe pas dans d’autres alphabets, anglais ou allemand. Sa musique est si neuve, si impitoyable, elle est puissante, dévorante, clignant de l’œil de douleur ou bien de rire. Les grands compositeurs, tels que Chostakovitch, Schoenberg, Schnittke, Stockhausen, ont travaillé dans la réalité du XXe siècle. Chtchedrine a sauté physiquement avec nous dans le XXIe siècle. Quel talent faut-il avoir pour que notre merde et notre horreur soient transformées en trésor ! Vas-y, Chtchedrine,vas-y ! » - Andreï Voznessenski
- « Sa sensation géniale du résonnement de l’orchestre s’est révélée également dans les très célèbres Concerto pour orchestre n° 1 « Couplets polissons » et « La suite Carmen ». Les professionnels l’appellent le roi de l’orchestre contemporain grâce à l’expressivité maximale de sa musique restant fortement concentrée, transmise par peu de moyens. Ses œuvres sont exécutées par les meilleurs musiciens du monde, tels que Lorin Maazel, Seiji Ozawa, Mariss Jansons, Olli Mustonen, Maxime Venguerov. Le plus précieux pour moi est sa négation du compromis, même aujourd’hui, dans ce contexte très dur pour la musique russe. Il était toujours novateur dans la musique, lui, il n’appréhendait jamais de rendre public son soutien pour tout ce qui s'écartait de la « musique soviétique officielle ». » - Mstislav Rostropovitch
- « J’espère que dans la saison qui vient un plus grand nombre de spectateurs regarderont la nouvelle représentation du Mariinski Les Âmes mortes. À mon avis, c’est un grand opéra de Rodion Chtchedrine et, pour ma part, je ne suis pas le seul à mettre cette œuvre sur le même rang que Guerre et Paix de Prokofiev, ou bien Lady Macbeth du district de Mtsensk de Chostakovitch. Dès la première minute nous nous reconnaissons dans les héros de Gogol, c’est un miroir qui reflète impitoyablement la vie que nous vivons, qui nous montre à quel point nous sommes sinistres et comment nous y sommes arrivés. Il est tout à fait surprenant qu’aujourd’hui, en 2011, cet opéra soit nettement mieux perçu qu’à la fin des années 1970 où il a été mis en scène pour la première fois. Gogol avait une capacité extraordinaire de voir et d’écouter. Lui seul a pu voir et décrire si précisément la Russie. Ceux qui ont déjà assisté au spectacle ont été étonnés par l’actualité de son sujet. Par exemple, ce thème « des vendeurs » de Jésus et l’extrait « de l’unique personne dite honnête, le procureur, qui d’ailleurs est aussi une sacré canaille ». À cet instant les spectateurs rient sans penser qu’ils rient d’eux-mêmes. Ensuite ils réalisent que deux siècles se sont écoulés, mais pourtant rien n’a changé. » - Valeri Guerguiev
- « Chtchedrine est maître de l’orchestration, de la combinaison des couleurs d’orchestre, d’effets inattendus. Dès le premier coup d’œil on peut croire que la matière de ses œuvres possède une simplicité trompeuse. Mais un raffinement habile de sa langue nous emmène dans les profondeurs de la musique pleine d’une brillance, d’une ironie, d’un humour, d’une joie de vivre, d’un vrai comique. » - Lorin Maazel
- « Sa musique est éternelle, le temps à venir ne fera qu’agrandir sa notoriété. Les grands donnent toujours le ton du temps. Les nouveautés arrangent peu les contemporains, ce qui est tout à fait compréhensible. Pour moi Rodion est un personnage symbolique. C’est un grand compositeur. Le temps de sa vraie reconnaissance est sans aucun doute à venir. Je suis persuadé que ses œuvres seront jouées toujours et partout. Le plus important dans son œuvre sont les liens avec le folklore russe. C’est un compositeur russe. J’aime beaucoup sa musique, je l’admire en tant que pianiste, en tant que grand ami. » - S. L. Dorenski
- « Je peux dire que mon oreille contemplait sa suite Carmen. Pour moi cette œuvre est tout à fait splendide, car ici le transfert contemporain de la musique n’insulte point ce qui est déjà connu. Juste au contraire, la musique embrasse la musique. Elles se trouvent en union tendre et gentille pour l’oreille. » - Bella Akhmadoulina
- « Le mariage d’un brillant sens d’humour et d’un sentiment dramatique profond, d’une pensée raffinée et d’une construction solide, d’une expérience courageuse voire impertinente et d’une fidélité à la tradition nationale russe : toutes ces particularités multipliées par l’excellente maîtrise de l’écriture, c’est ça qui m’a charmé et me charme toujours dans l’œuvre de Rodion Chtchedrine. » - Mikhaïl Pletnev
- « Rodion Chtchedrine a offert un chef-d’œuvre à la Philharmonie de New York, qui restera parmi ces œuvres peu nombreuses qui ont enrichi le répertoire de la musique classique. Le sujet de l’opéra est ravissant. Il abonde en matériel théâtral. C’est aussi bien une parabole qu’un amour passionnel, sensuel et platonique, le péché d’un meurtrier, un châtiment qui s’ensuit, une prison tartare et ses tortures, un délire alcoolique du héros obsédé par le fantôme d’un moine qu’il avait fouetté à mort, une ravissante bohémienne et un prince cruel. Chtchedrine a su réunir tous les fils du sujet en un tissu musical fascinant... Cela fait plaisir de voir un compositeur qui écrit de la vraie musique et non pas un ensemble de sons qui seraient capables d’attirer l’attention des spectateurs envers le créateur que grâce à la notoriété et la renommée de l’auteur. Pas mal de fois je suis devenu témoin d’une brusque disparition de certains créateurs arrogants avec toutes leurs prétentions rhétoriques d’avoir créé « la musique du futur » et malgré les efforts titaniques de leurs adeptes. Je suis content qu’une vie assez longue m’ait été offerte, ce qui m’a permis de participer à tout ce qui se passe. » - Lorin Maazel
- « Supplice de Pougatchev est l’une des œuvres des plus chères de Chtchedrine. Son langage est toujours très honnête et expressif. L’architectonique structurée de ses épisodes, la technique libre de sa composition, un tissu vocal fin - tout ça rend la musique de Pougatchev parfaite. Dans cette œuvre il n’y a rien de trop, chaque note, toute nuance et chaque trait sont placés avec une force et une efficacité extrême. Chaque interprétation du poème Supplice de Pougatchev est un événement personnellement vécu. L’exigence de Rodion est très connue, toutes ces années il n’a pas changé de principes : l’interprète doit interpréter ce qui est dans sa partition jusqu’au centième. La maîtrise et la perfection se construisent de nuances, de détails, d’une interprétation exacte des indications du compositeur. La ligne générale est bien sûr très importante, mais l’intégralité artistique est impensable sans tous les composants d’une interprétation. Et là il n’y a pas de chose principale ou secondaire : tout est important, chaque détail le plus minuscule définit un résultat remarquable. De longues années de connaissance me permettent de dire que j’ai percé le sens de son œuvre. Je ressens sa musique, je n’ai pas besoin de mots d’explication. La première mondiale de son opéra La Boyarine Morozova qui m’a été confiée, ce n’est qu’un cadeau du destin. C’est un pas en avant dans ma vie professionnelle. C’est un moment du bonheur artistique absolu que j’espère avoir partagé avec mon superbe chœur. » - B. G. Tevline

## Œuvres scéniques

### Opéras
| Période   | Titre                 | Description | Première |
| --------- | --------------------- | --- | --- |
| 1961      | Pas seulement l’amour | Opéra lyrique en 3 actes avec épilogue, sur un livret de V. A. Catanian d’après des récits de S. P. Antonov                                                                                 | 25 décembre 1961, au Théâtre Bolchoï de Moscou, dirigé par Ievgueni Svetlanov                                                                   |
| 1976      | Les Âmes mortes       | Scènes d’opéra, sur un livret du compositeur d’après le roman Les Âmes mortes de Gogol | 7 juin 1977 au Théâtre Bolchoï de Moscou, dirigé par Iouri Temirkanov                                                                           |
| 1993      | Lolita                | Opéra, sur un livret du compositeur d’après le roman éponyme de Vladimir Nabokov | 14 décembre 1994 à l’Opéra royal de Stockholm, dirigé par Mstislav Rostropovich, Ann-Marget Pettrson, John Conklin                              |
| 2001-2002 | Le Vagabond ensorcelé | Opéra, sur un livret du compositeur d’après la nouvelle de Nikolaï Leskov Commandité par l'Orchestre philharmonique de New York et Lorin Maazel.                                            | 19 décembre 2002 à New York par l'Orchestre philharmonique de New York, le chœur de New York, dirigé par Lorin Maazel.                          |
| 2006      | La Boyarine Morozova  | Opéra choral russe pour 4 solistes, chœur mixte, trompette, timbale et percussions, sur un livret du compositeur d’après La Vie de l’archiprêtre Avvakoum et La Vie de la Boyarine Morozova | 30 octobre 2006 au Conservatoire de Moscou, dirigé par Boris Tevlin                                                                             |
| 2013      | Le Gaucher            | Opéra en deux actes, sur un livret du compositeur d’après la nouvelle de Nikolaï Leskov | 26 juin 2013 en version de concert et 27 juillet 2013 en version scénique, au Théâtre Mariinsky de Saint-Pétersbourg, dirigé par Valery Gergiev |

### Ballets
| Période | Titre                  | Description                                                                | Première                                                               |
| ------- | ---------------------- | -------------------------------------------------------------------------- | ---------------------------------------------------------------------- |
| 1956    | Le Petit Cheval bossu  | ballet en 4 actes, d'après l'œuvre de Piotr Erchov                         | 4 mars 1960 au Théâtre Bolchoï à Moscou, dirigé par G. Rojdestvenski   |
| 1967    | Carmen Suite           | ballet en 1 acte, transcription des épisodes de l’opéra de G. Bizet Carmen | 20 avril 1967 au Théâtre Bolchoï à Moscou, dirigé par G. Rojdestvenski |
| 1971    | Anna Karenina          | ballet en 3 actes d’après le roman de L. N. Tolstoï Anna Karenina          | 10 juin 1972 au Théâtre Bolchoï à Moscou, dirigé par I. Simonov        |
| 1979    | La Mouette             | ballet en 2 actes, d’après la pièce éponyme d’A. P. Tchekhov               | 1980 au Théâtre Bolchoï à Moscou, dirigé par A. Lazarev                |
| 1985    | La Dame au petit chien | ballet en 1 acte, d’après la nouvelle éponyme d’A. P. Tchekhov             | 20 novembre 1985 au Théâtre Bolchoï à Moscou, dirigé par A. Lazarev    |

### Music-hall
| Période | Titre           | Description                                                     | Première            |
| ------- | --------------- | --------------------------------------------------------------- | ------------------- |
| 1988    | Nina et 12 mois | comédie musicale en japonais d’après un conte de S. Ia. Marchak | 8 août 1988 à Tokyo |

### Autres œuvres
| Période | Titre                                                                             | Description                                                                                                   | Première |
| ------- | --------------------------------------------------------------------------------- | --- | --- |
| 1955    | Le Petit Cheval bossu                                                             | Première suite du ballet pour orchestre symphonique                                                           | 1956 à Moscou par l’Orchestre cinématographique d’État, dirigé par Alexandre Gauk                                                                                              |
| 1961    | Suite de chambre pour 20 violons, harpe, accordéon et 2 contrebasses              | | 1962 à Moscou par l’Ensemble de violons de l’Orchestre du Théâtre Bolchoï, dirigé par Y. Reyentovitch.                                                                         |
| 1964    | Pas seulement l’amour                                                             | Suite symphonique pour grand orchestre symphonique et mezzo-soprano                                           | |
| 1965    | Le Petit Cheval bossu                                                             | Deuxième suite du ballet pour orchestre symphonique                                                           | |
| 1967    | Fanfares symphoniques                                                             | Ouverture solennelle pour orchestre symphonique                                                               | 6 novembre 1967 à Moscou par l’Orchestre symphonique Tchaïkovski de la Radio de Moscou, dirigé par G. Rojdestvenski                                                            |
| 1971    | Pas seulement l’amour                                                             | Deuxième version pour orchestre de chambre                                                                    | 20 janvier 1972 à Moscou par l’Orchestre de chambre du Théâtre de l’Opéra, dirigé par V. Delman                                                                                |
| 1972    | Anna Karenina                                                                     | Musique romantique pour orchestre symphonique                                                                 | 24 octobre 1972 à Moscou par l’Orchestre symphonique Tchaïkovski de la Radio de Moscou, dirigé par G. Rojdestvenski                                                            |
| 1982    | Ouverture solennelle                                                              | Salut symphonique du 60e anniversaire de l’URSS                                                               | décembre 1982 à Moscou par l'Orchestre symphonique de la fédération de Russie, dirigé par E. Svetlov                                                                           |
| 1984    | La Mouette                                                                        | Suite du ballet pour orchestre symphonique                                                                    | 14 janvier 1986 à New York par l'Orchestre National de New York, dirigé par A. Kassuto                                                                                         |
| 1984    | Musique pour la ville de Kothen pour orchestre de chambre                         | | 17 février 1985 à Berlin par l'Orchestre de chambre de Berlin |
| 1984    | Autoportrait                                                                      | Variations pour orchestre symphonique                                                                         | le 15 mai 1984 à Moscou par l'Orchestre National de l’URSS, dirigé par D. Kakhidze                                                                                             |
| 1985    | Musique pour instruments à cordes, deux hautbois, deux cors d’harmonie et célesta | | avril 1987 à Léningrad par l'Orchestre philharmonique de Léningrad, dirigé par F. Gloushchenko                                                                                 |
| 1987    | Géométrie du son pour orchestre de chambre                                        | | mai 1987 à Cologne par les solistes de l'Orchestre du Théâtre Bolchoï, dirigé par A. Lazarev                                                                                   |
| 1988    | Stikhira                                                                          | créé pour le millénaire du christianisme en Russie pour orchestre symphonique. Dédié à Mstislav Rostropovitch | mars 1988 à Washington par l'Orchestre symphonique national de Washington, dirigé par M. Rostropovitch                                                                         |
| 1990    | Flageolets pour Toru Takemitsu pour orchestre symphonique                         | | 9 octobre 1990 à Tokyo par l'Orchestre Symphonique de Tokyo, dirigé par H. Iwaki                                                                                               |
| 1994    | Gusle de cristal pour orchestre symphonique                                       | Dédié à Toru Takemitsu                                                                                        | 21 novembre 1994 à Moscou par l'Orchestre symphonique de Moscou, dirigé par I. Golovtchin                                                                                      |
| 1994    | « Photographies russes » musique pour orchestre à cordes                          | Dédié à Vladimir Spivakov et les Virtuoses de Moscou                                                          | 29 juillet 1995 à Gstaad par les Virtuoses de Moscou, dirigé par V. Spivakov                                                                                                   |
| 1995    | Chalumeaux de Vologda pour hautbois, cor anglais, cor et instruments à cordes     | En hommage à Bartok. Commissionné par la Radio de Hongrie                                                     | 1er octobre 1995 à Budapest par l'Orchestre de chambre Concentus Hungaricus, dirigé par Laszlo Kovacs, Bela Kollar (hautbois), Gergely Hamar (cor anglais), Zoltan Varga (cor) |
| 1995    | Célébration (Velitchanie) pour orchestre à cordes                                 | Commissionné par le Forum économique mondial                                                                  | 6 février 1996 à Davos au Forum économique mondial par l'Orchestre de chambre de Moscou, dirigé par C. Orbelian                                                                |
| 1996    | Deux tangos d’Albeniz pour orchestre                                              | | 9 août 1997 à Peabody Auditorium de Daytona par l'Orchestre symphonique de Londres, dirigé par M. Rostropovitch                                                                |
| 1997    | « Slava, Slava » pour orchestre                                                   | Dédié au 70e anniversaire de M. Rostropovitch                                                                 | 27 mars 1997 à Paris par l'Orchestre national de France, dirigé par S. Ozawa                                                                                                   |
| 1999    | Préludium pour symphonie n°9 de Beethoven pour orchestre                          | Commissionné par l’Orchestre symphonique de Nuremberg                                                         | 5 janvier 2000 à Meistersingerhalle de Nuremberg par l'Orchestre symphonique de Nuremberg, dirigé par Jac van Steen                                                            |
| 2001    | Lolita sérénade, fragments symphoniques de l’opéra « Lolita »                     | Commissionné par l’Orchestre symphonique de Pittsburg à Mariss Jansons                                        | 28 septembre 2001 à Pittsburg par l'Orchestre symphonique de Pittsburg, dirigé par Mariss Jansons                                                                              |
| 2001    | Dialogues avec Chostakovitch, études symphoniques pour orchestre                  | Commissionné par l’Orchestre symphonique de Pittsburg                                                         | 8 novembre 2002 à Pittsburg par l'Orchestre symphonique de Pittsburg, dirigé par Mariss Jansons                                                                                |
| 2008    | Vivat! Ouverture de Saint-Pétersbourg                                             | | 12 décembre 2008 à Saint-Pétersbourg par l'Orchestre philharmonique de Saint-Pétersbourg, dirigé par M. Jansons                                                                |
| 2008    | Testament de Heiligenstadt de Beethoven                                           | Commissionné par la Bayerischer Rundfunk (Radio bavaroise)                                                    | 18 décembre 2008 à Munich par l'Orchestre de Bayerischer Rundfunk, dirigé par Mariss Jansons                                                                                   |
| 2009    | Diptyque symphonique                                                              | | 20 avril 2009 à Moscou par l'Orchestre du théâtre Mariinski, dirigé par V. Gergiev                                                                                             |
| 2008    | Saga lituanienne                                                                  | | 13 mai 2009 à Vilnius par l'Orchestre Symphonique de Londres, dirigé par V. Gergiev                                                                                            |

## Œuvres vocales

### Pour soliste, chœur et orchestre
| Période | Titre                                                              | Description | Première |
| ------- | ------------------------------------------------------------------ | --- | --- |
| 1963    | Bureaucratiade                                                     | cantate satirique pour solistes, chœur et petit orchestre d’après le Règlement pour les hôtes de la pension de Kurpati              | 24 février 1965 à Moscou par l'Ensemble de solistes et l’Orchestre de chambre, dirigé par V. Delman. Opus 39                                                          |
| 1968    | Poétoria                                                           | Concerto pour un poète accompagné d’une voix féminine, chœur mixte et orchestre symphonique. D’après des textes d’A. Voznesenski.   | 24 février 1968 à Moscou par l'Orchestre symphonique Tchaïkovski de la Radio de Moscou et le chœur, dirigé par G. Rojdestvenski, A. Voznesenski (poète)               |
| 1969    | Lénine dans le cœur du peuple                                      | Oratorio pour soprano, alto et basse, chœur mixte et orchestre symphonique. Texte traditionnelle. Dédié à l’anniversaire de Lénine. | 6 février 1970 à Moscou par l’Orchestre symphonique Tchaïkovski de la Radio de Moscou, dirigée par G. Rojdestvenski, L. Zykina, L. Belobragina et A. Eisen (solistes) |
| 1991    | « Vie longue » pour chœur mixte, piano et 3 groupes de percussions | Dédié à G. Rojdestvenski | 5 mai 1991 à Moscou, dirigée par V. Polianski |
| 1991    | « Prière » pour chœur mixte et orchestre symphonique               | D’après des textes de Yehudi Menuhin                                                                                                | 7 mars 1991 à Moscou par le Chœur de chambre de Moscou et l’Orchestre symphonique du ministère de la Culture de l’URSS, dirigée par Y. Menuhin                        |

### Pour voix solo
| Période | Titre                                                                    | Description | Première |
| ------- | ------------------------------------------------------------------------ | --- | --- |
| 1961    | Chanson et chansonnettes de Varvara de l’opéra « Pas seulement l’amour » | Arrangement pour mezzo-soprano et piano | 13 octobre 1967 à Moscou par Z. Dolukhanova et N. Svetlanova (piano)                                           |
| 1965    | « Lamentations » pour voix avec accompagnement de piano                  | Texte traditionnelle par V. Bokov | 31 janvier 1966 à Moscou par Arkhipova (voix) et R. Chtchedrine (piano)                                        |
| 2001    | Tania-Katia                                                              | chansons sans paroles dans un style traditionnel pour soprano et orchestre | 12 décembre 2002 à Moscou par l’Orchestre national de Russie, dirigée par D. Sitkovetski, M. Gavrilova (voix)  |
| 2002    | Tania-Katia II                                                           | chansons sans paroles dans un style traditionnel pour voix féminine et violon | |
| 2003    | Mon âge, ma bête sauvage                                                 | cycle vocal pour ténor, narrateur et piano d’après des textes d’Osip Mandelstam | 6 février 2003 à la Philharmonie de Cologne par Mark Tucker (ténor) et Vladimir Ashkenazy (piano)              |
| 2008    | Chanson tsigane de Groucha                                               | | 3 août 2008 à Verbier par Kristina Kapustinskaya et Verbier Festival Orchestra, dirigé par V. Gergiev          |
| 2011    | Cléopâtre et serpent                                                     | scène dramatique pour voix féminine et orchestre. D’après les textes originaux de la scène finale de la tragédie de Shakespeare Antoine et Cléopâtre traduites par Boris Pasternak | 28 mai 2012 au Festival de Salzbourg par M. Erdmann et l’Orchestre du théâtre Mariinski, dirigé par V. Gergiev |

### Chœursa cappella
| Période | Titre                                                                          | Description                                                                     | Première |
| ------- | ------------------------------------------------------------------------------ | ------------------------------------------------------------------------------- | --- |
| 1950    | Deux chœurs sur les poèmes d’A. Pouchkine sans accompagnement pour chœur mixte |                                                                                 | |
| 1954    | Saule                                                                          | vocalise pour chœur mixte sans accompagnement                                   | |
| 1968    | Quatre chœurs                                                                  | d’après des poésies d’Alexandre Tvardovski pour chœur mixte sans accompagnement | |
| 1971    | Quatre chœurs                                                                  | d’après des poésies d’Andreï Voznesenski pour chœur mixte sans accompagnement   | |
| 1973    | Villages russes                                                                | d’après des poésies d’Ivan Khabarov pour chœur mixte sans accompagnement        | |
| 1975    | Une femme lavant le linge                                                      | pour chœur mixte sans accompagnement. D’après des textes de J. Lyapin           | |
| 1981    | Supplice de Pougatchev                                                         | poème pour chœur mixte a cappella. Basé sur l'œuvre d’Alexandre Pouchkine       | 10 mars 1983 à Tallinn par Chœur des étudiants du Conservatoire de Moscou, dirigé par B. Tevlin                                                                           |
| 1981    | Stances d’Eugène Onéguine pour chœur mixte a cappella                          | Basé sur l’œuvre d’Alexandre Pouchkine                                          | mai 1982 à Moscou par le Chœur des étudiants du Conservatoire de Moscou, dirigé par B. Tevlin                                                                             |
| 1982    | Concertino en 4 parties                                                        | pour chœur a cappella. Commissionné par Cork International Choral Festival      | 5 mai 1982 à Cork, en Ireland par le Chœur du Festival de Cork et le Chœur de Lialiumai, dirigé par A. Piatrauskas                                                        |
| 1988    | L’Ange scellé                                                                  | Basé sur des textes orthodoxes russes                                           | 18 juin 1988 dans la salle de concert Tchaïkovski de Moscou par le Chœur de chambre de Moscou et le Chœur académique de l’URSS, dirigé par V. Minin, A. Golyschev (flûte) |
| 2008    | Deux chorales russes                                                           |                                                                                 | 12 septembre 2008 à Moscou par le Chœur National du Conservatoire de Moscou, dirigée par B. Tevlin                                                                        |

### Musique pour piano
| Période   | Titre                                                | Description | Première                                                                                |
| --------- | ---------------------------------------------------- | --- | --------------------------------------------------------------------------------------- |
| 1957      | Variation sur un thème original de Glinka pour piano | |                                                                                         |
| 1958      | Toccatina pour piano                                 | |                                                                                         |
| 1952-1961 | Pièces pour piano                                    | Poème : 4 pièces du ballet Le petit cheval bossu ; Humoresque : A la Albéniz ; Troïka ; Deux pièces polyphoniques |                                                                                         |
| 1962      | Sonate pour piano n˚1 en Do majeur                   | | 24 april 1968 à Moscou par D. Bashkirov (piano)                                         |
| 1964      | 24 préludes et fugues Volume 1 pour piano            | Numéros 1-12 en dièses                                                                                            | 20 april 1965 à Moscou par R. Chtchedrine (piano)                                       |
| 1970      | 24 préludes et fugues Volume 2 pour piano            | Numéros 13-24 en bémols                                                                                           | Première représentation du cycle complet le 27 janvier 1971 à Moscou par le compositeur |
| 1972      | Cahier polyphonique, 25 préludes pour piano          | | 31 mars 1973 à Moscou par le compositeur                                                |
| 1981      | Cahier pour la jeunesse, 15 pièces pour piano        | | mars 1982 à Moscou par R. Chtchedrine (piano)                                           |
| 1999      | Couplets folkloriques (Tchastouchki) pour piano      | Version révisée du Concerto pour orchestre n˚1 Couplets folkloriques (1963)                                       |                                                                                         |
| 1997      | Sonate pour piano n˚2                                | Pour Yefim Bronfman                                                                                               | 26 avril 1997 à Oslo par Y. Bronfman (piano)                                            |
| 2002      | Journal, 7 pièces pour piano                         | | 5 décembre 2002 à Moscou par E. Mechetina (piano)                                       |
| 2003      | Questions, 11 pièces pour piano                      | | 9 octobre 2004 au Queen Elizabeth Hall de Londres par Olli Mustonen (piano)             |
| 2005      | Sonatina concertante pour piano                      | | 23 novembre 2005 à Moscou par A. Ghindin (piano)                                        |
| 2005      | A la pizzicato pour piano                            | Commissionné par International Adilia Alieva Competition pour piano à Gaillard, France.                           |                                                                                         |
| 2005      | Hommage à Chopin pour quatre pianos                  | Révision de l’opus 64 (1983).                                                                                     | 20 septembre 2006 à Oslo par Quatuor de piano Berlin                                    |
| 2009      | Pages naturelles                                     | | 1er août 2009 à Verbier par Y. Wang (piano)                                             |
| 2011      | Etude de concert « Etudes Tchaïkovski »              | Commissionné pour le XIV Concours international Tchaïkovski.                                                      | 20 juin 2011 à Moscou                                                                   |

### Musique de chambre instrumentale
| Période | Titre | Description | Première |
| ------- | --- | --- | --- |
| 1951    | Suite pour clarinette et piano | | 1952 à Moscou par B. Prorvitch (clarinette) et R. Chtchedrine (piano) |
| 1953    | A la Albéniz pour violon et piano                                                                                                  | | |
| 1981    | Fresques de Dionysos pour neuf instruments                                                                                         | | octobre 1981 à Moscou par les solistes de l’Orchestre du Théâtre Bolchoï |
| 1983    | Cadeau musical pour orgue, trois flûte et trois trombones                                                                          | Ecrit pour le 300e anniversaire de la naissance de J.-S. Bach.                                                      | 21 octobre 1983 à Moscou par R. Chtchedrine (orgue), A. Korneyev, A. Poplavski et I. Kopchevski (flûte), A. Arnitsans, A. Kapchelya et Y. Yevstrafiev (basson), N. Mironov, S. Chkolnik et E. Ossipov (trombone)                                                                         |
| 1984    | Sonate écho pour violon solo | Ecrit pour le 300e anniversaire de la naissance de J.-S. Bach                                                       | 27 juin 1985 à Cologne par U. Hoelscher (violon) |
| 1988    | Trois bergers, trio pour flûte, hautbois et clarinette                                                                             | | 25 juillet 1988 à Kuhmo (Finlande) par les solistes de l’Orchestre symphonique du théâtre de l’Opéra et du Ballet de Kirov |
| 1990    | Airs russes pour violoncelle solo                                                                                                  | Dédié à Mstislav Rostropovitch                                                                                      | novembre 1990 à Paris |
| 1994    | Echos sur Cantus Firmus par Orlando di Lasso pour orgue et flûte à bec soprano                                                     | | 5 novembre 1994 à Munich par M. Zahnhausen (flûte) et E. Zawadke (orgue) |
| 1995    | Piano Terzetto pour violon, violoncelle et piano                                                                                   | Commissionné par l’Association Parade de Paris au Trio piano Tchaïkovski.                                           | 17 avril 1996 au Conservatoire G. Verdi de Milan par le Trio Tchaïkovski (Alexandre Brussilovski (violon), Anatole Liebermann (violoncelle), Konstantin Bogino (piano)). |
| 1995    | Maison de glace, un conte russe pour marimba solo                                                                                  | | 17 mars au Gasteig à Munich par D. Nedelev (marimba) |
| 1996    | Musique de loin pour deux flûtes à bec basse                                                                                       | I Musique de loin ; II Danse slave pour M. Zahnhausen et M. Bartholome (flûtes à bec basse)                         | |
| 1996    | Sonate pour violoncelle et piano                                                                                                   | Pour M. Rostropovitch                                                                                               | 5 mai 1997 à Monte Carlo par M. Rostropovitch (violoncelle) et R. Chtchedrine (piano) |
| 1997    | Pastorale pour clarinette et piano                                                                                                 | Pour Juerg Wildmann                                                                                                 | 10 avril 1997 au Carl Orff-Saal de Gasteig à Munich par J. Wildmann (clarinette) et M. Eggert (piano) |
| 1997    | Balalaïka pour violon solo | Pour M. Venguerov                                                                                                   | 29 mars 1999 à Budapest par M. Venguerov (violon) |
| 1998    | Variations et Thème pour violon solo                                                                                               | Composé pour le Quatrième Concours international des violonistes Léopold-Mozart d’Augsbourg                         | 21 novembre 1999 à Augsbourg |
| 1999    | Sonate Menuhin pour violon et piano                                                                                                | Commissionné par Crédit suisse                                                                                      | 30 juillet 1999 à Saanen par D. Sitkovetski (violon) et M. Dalberto (piano) |
| 2000    | Duo pour violon solo | | |
| 2005    | Ballade Hamlet pour quatre violoncelles ou ensemble de violoncelles                                                                | Commissionné par le Congrès international de violoncelle 2005 à Kobe (Japon) pour le Concert des 1000 violoncelles. | 22 mai 2005 à Kobe (Japon) par M. Rostropovitch (dir.) et Naoto Otomo |
| 2007    | D’anciennes mélodies des chants traditionnels russes                                                                               | | 24 mai 2007 à Londres par R. Wallfisch (violoncelle) et R. Chtchedrine (piano) |
| 2007    | Un dernier pour la route (Na posochok) pour 6 violoncelles et flûte à bec alto (ou flûte, hautbois, clarinette, trompette et alto) | En mémoire de M. Rostropovitch. Commissionné par l’Académie Kronberg.                                               | 5 mai 2007 au Festival de violoncelle de l’Académie Kronberg dans la cathédrale St Pierre et Paul par l’ensemble Cellissimo : Julius Berger, Laszlo Fenyo, Sebastian Hess, Wolfgang Lehner, Wolfgang Tiepold et Raimund Trenkler (violoncelles) et un artiste inconnu (flûte à bec alto) |
| 2008    | Belcanto à la russe | | 29 juillet 2008 à Verbier par Micha Maïski (violoncelle) et R. Chtchedrine (piano) |
| 2008    | Scènes lyriques | Commissionné par Int. Musikwettbewerb ARD                                                                           | 11 septembre 2008 à Munich par Apollon Musagete Quartet |
| 2009    | Voyage à Eisenstadt | | 1er décembre 2009 à Londres par Léonidas Kavakos (violon) et N. Louganski (piano) |
| 2010    | Dies Irae | Commissionné par International Orgewoche Nürnberg – Musica Sacra                                                    | 5 juin 2010 à Nuremberg par Edgar Krapp, Matthias Ank, Lutz Randow (orgue) et T. Weser, Thomas Forstner (trompette) et autres |

## Œuvres pour orchestre

### Symphonies
| Période   | Titre                                          | Description | Première |
| --------- | ---------------------------------------------- | --- | --- |
| 1958      | Symphonie n˚ 1                                 | symphonie pour grand orchestre symphonique, en 3 parties | 6 décembre 1958 par l'Orchestre philharmonique de Moscou, dirigé par N. Rakhlin                                              |
| 1962-1965 | Symphonie n˚ 2 (25 préludes)                   | symphonie pour grand orchestre symphonique, en 5 parties, | 11 avril 1965 par l'Orchestre Symphonique Tchaïkovski de la Radio de Moscou, dirigé par G. Rojdestvenski                     |
| 2000      | Symphonie N° 3 „Les visages des contes russes“ | symphonie concertante pour orchestre symphonique, en 5 parties. Commissionné par La Radio de Bavière à Lorin Maazel et à l’Orchestre symphonique de la Radiodiffusion bavaroise. | 22 juin 2000 à la Philharmonie de Munich par l’Orchestre symphonique de la Radiodiffusion bavaroise, dirigé par Lorin Maazel |

### Concertos pour orchestre
| Période | Titre                                                                | Description                                                                   | Première |
| ------- | -------------------------------------------------------------------- | ----------------------------------------------------------------------------- | --- |
| 1963    | Concerto pour orchestre no 1 « Couplets polissons »                  | Concerto pour orchestre                                                       | septembre 1963 à Varsovie par l'Orchestre symphonique Tchaïkovski de la Radio de Moscou, dirigé par G. Rojdestvenski. Première représentation en Russie le 17 novembre 1963 à Moscou par l'Orchestre philharmonique de Moscou, dirigé par K. Kondrashin. |
| 1968    | Concerto pour orchestre no 2 « Tintement des cloches »               | Commande de l'Orchestre philharmonique de New York pour son 125e anniversaire | 11 janvier 1968 à New York par l'Orchestre philharmonique de New York, dirigé par L. Bernstein. |
| 1989    | Concerto pour orchestre no 3 « Musique ancienne des cirques russes » | Commande de l'Orchestre Symphonique de Chicago pour son centenaire.           | 25 octobre 1990 à Chicago par l'Orchestre Symphonique de Chicago, dirigé par Lorin Maazel |
| 1989    | Concerto pour orchestre no 4 « Danses en rond » (Khorovodi)          | Commande du Suntory Limited.                                                  | 2 novembre 1989 au Suntory Hall de Tokyo par l'Orchestre symphonique de Tokyo, dirigé par N. Totsuka |
| 1998    | Concerto pour orchestre no 5 « Quatre chansons russes »              | Commande de la BBC pour les Proms 1998 à Dmitri Sitkovetsky.                  | 7 août 1998 au Royal Albert Hall à Londres par l'Orchestre d'Ulster, dirigé par Dmitri Sitkovetsky |

### Concertos pour instrument solo et orchestre
| Période | Titre                                                                        | Description                                                                                             | Première |
| ------- | ---------------------------------------------------------------------------- | --- | --- |
| 1954    | Concerto pour piano no 1 en 4 parties                                        | | 7 novembre 1954 à Moscou par l'Orchestre des étudiants, dirigé par G. Rojdestvenski, piano Rodion Chtchedrine. Réorchestré en 1974. Première représentation de la version réorchestrée le 5 mai 1974 à Moscou par l’Orchestre symphonique d’État de l’URSS, dirigé par Yevgeny Svetlanov, R. Chtchedrine (piano). |
| 1966    | Concerto pour piano no 2 en 3 parties                                        | dédié à Maïa Plissetskaïa                                                                               | 5 janvier 1967 à Moscou par l’Orchestre symphonique Tchaïkovski de la Radio de Moscou, dirigé par G. Rojdestvenski, R. Chtchedrine (piano). |
| 1973    | Concerto pour piano no 3 « Variations et thème » en 3 parties                | | 5 mai 1974 à Moscou par l’Orchestre symphonique d’État de l’URSS, dirigé par Yevgeny Svetlanov, R. Chtchedrine (piano). |
| 1991    | Concerto pour piano no 4 « Dièses » en 2 parties                             | | 11 juin 1992 à Washington par l’Orchestre Symphonique National de Washington, dirigé par M. Rostropovich, Nikolai Petrov (piano) |
| 1999    | Concerto pour piano no 5 en 3 parties                                        | Commissionné par SAVCOR (Hannu et Ulla Savisalo). Dédié à Olli Mustonen.                                | 21 octobre 1999 à Dorothy Chandler Pavilion à Los Angeles par l'Orchestre philharmonique de Los Angeles, dirigé par Essa-Pekka Salonen, Olli Mustonen (piano) |
| 2003    | Concerto pour piano et orchestre à cordes no 6 « Concerto lontano »          | Commissionné par Concertgebouw, Amsterdam.                                                              | 6 août 2003 à Concertgebouw à Amsterdam par l'orchestre de chambre « Nouvelle Europe », dirigé par Dmitri Sitkovetski, E. Mechetina (piano). |
| 1993    | Concerto pour trompette et orchestre en deux parties                         | Commissionné par l’Orchestre symphonique de Pittsburgh.                                                 | 30 septembre 1994 à Pittsburgh par l’Orchestre symphonique de Pittsburgh, dirigé par Lorin Maazel, George Vosburgh (trompette). |
| 1994    | Concerto pour violoncelle et orchestre « Soto Voce » en quatre parties       | Commissionné par M. Jon et Mme Lyons pour Mstislav Rostropovitch et l’Orchestre symphonique de Londres. | 8 novembre 1994 à Londres par l’Orchestre symphonique de Londres, dirigé par Seiji Ozawa, Mstislav Rostropovitch (violoncelle). |
| 1997    | Concerto Dolce pour alto, orchestre à cordes et harpe                        | | 30 décembre 1997 à Moscou par les Solistes de Moscou, dirigé par Yuri Bashmet (alto) |
| 1997    | Concerto Cantabile pour violon et orchestre à cordes                         | Dédié à Maxime Venguerov                                                                                | 10 juillet 1998 à Tonhalle de Zurich par l'Orchestre de la Tonhalle, dirigé par Mariss Jansons, Maxime Venguerov (violon) |
| 2001    | Parabola concertante pour violoncelle, orchestre à cordes et timbale         | Commissionné par l'Académie Kronberg à M. Rostropovitch.                                                | 28 octobre 2001 au Festival de violoncelle à Kronberg par l'Orchestre symphonique de la Radio de Francfort, dirigé par Hugh Wolff, M. Rostropovitch (violoncelle) |
| 2004    | Concerto Parlando pour violon, trompette et orchestre à cordes               | | 22 septembre 2004 à Saint-Nazaire, en France par l'Orchestre de chambre Kremlin, dirigé par Misha Rachlevsky avec Philippe Graffin (violon) et Martin Hurrell (trompette). |
| 2009    | Concerto pour hautbois                                                       | | 18 juin 2010 à Amsterdam par Alexey Ogrinchuk (hautbois) et l'Orchestre royal du Concertgebouw, dirigé par Susanna Malkki |
| 2010    | Double concerto « Offrande romantique » pour piano, violoncelle et orchestre | | 9 février 2011 à Lucerne par Martha Argerich (piano), Misha Maisky (violoncelle) et l’Orchestre symphonique de Lucerne, dirigé par Neeme Jarvi |

## Livres de R. Chtchedrine
- Монологи разных лет. — М.: «Композитор», 2002. — 192 с., ил. (Monologues des années différentes, 2002, 192 pages)
- Автобиографические записи. — М.: АСТ, 2008. — 288 с., ил. (Notes autobiographiques, 2008, 288 pages)
- Rodion Shchedrin „Was man schreibt, ist unantastbar“ Autobiografische Notizen Schott, Mayence 2009 (Rodion Chtchedrine „Ce qui est écrit est intouchable“ Notes autobiographiques, Schott, Mayence 2009, 384 pages)
- Rodion Shchedrin - Autobiographical notes. The first autobiographical book by Rodion Shchedrin. Russian original edition. Published: AST, AST Moscow, Novosti, 2008, 288 pages. (Rodion Chtchedrine – Notes autobiographiques. Le premier livre autobiographique écrit par le compositeur, 2008, 288 pages)

## Distinctions et prix
- Ordre de l'Honneur (le 16 décembre 2017)[1]
- Ordre du Mérite pour la Patrie de 2e classe (le 3 décembre 2007)
- Ordre du Mérite pour la Patrie de 3e classe (le 2 décembre 2002)
- Ordre du Mérite pour la Patrie de 4e classe (le 13 décembre 2012)
- Prix d’État de littérature et d’art de la fédération de Russie 1992 (le 25 décembre 1992) pour la musique de chœur L’Ange scellé.
- Prix Lénine (1984) pour l’opéra Les Âmes mortes (1977), le poème pour chœur Supplice de Pougatchev (1981), Ouverture solennelle pour orchestre symphonique.
- Prix d’État de l’URSS (1972) pour l’oratorio Lénine dans le cœur du peuple et l’opéra Pas seulement l’amour (1961 nouvelle rédaction)
- Artiste du peuple de la fédération de Russie (1976)[réf. nécessaire]
- Artiste du peuple de l’URSS (1981)
- Prix Chostakovitch (Russie, 1992)
- Prix Cristal Award du Forum économique international (Davos, 1995)
- Membre correspondant de l’Académie bavaroise des beaux-arts (1976)
- Membre honoraire de la Franz Liszt Society (USA, 1979)
- Membre honoraire de l’Académie des beaux-arts de la RDA (1982)
- Membre honoraire du Conseil international de musique (1985)
- Membre de l’Académie des arts de Berlin (1989)
- Professeur honoraire du Conservatoire de Moscou (1997)
- Professeur honoraire du Conservatoire de Saint-Pétersbourg (2005)
- Professeur honoraire de l’Université d’État de Moscou (2007)
- Professeur honoraire du Conservatoire de Pékin (2008)
- Prix « Ovation » (2008)
- Membre honoraire de l’Académie des beaux-arts de la RDA (1993)
- Lauréat du prix musical allemand « Echo klassik 2008 » pour l’opéra La Boyarine Morozova (2008)
- Lauréat du prix théâtral russe « Le masque d’or » pour l’opéra Le Vagabond ensorcelé (2009)
- Compositeur de l’année « Orchestre symphonique de Pittsburgh » (2002)
- Prix Grammy dans deux nominations :

1. La meilleure prestation de musique classique pour le Concerto cantabile (1997)
2. La meilleure prestation de musique classique créée par un compositeur contemporain pour l’opéra Le Vagabond ensorcelé (2009)

## Discographie sélective (au 24/05/2020)
- Sonate "Echo" pour violon seul, par Sergeï Stadler (1 CD MELODYA enregistré en 1987 ; complément : Trio de Rimsky-Korsakov)
- Symphonie n° 1 (1958), The Chimes (1968), Maiden's Round Dance (1956, extrait du "Petit cheval bossu"), Solemn Overture (1982), The Execution of Pugachev (1981), Concertino for mixed Chorus a cappella (1982) : directions : Evgueny Svetlanov, Lev Kantorovic, Boris Tevlin (1 CD BMG MELODYA enregistré en 1978, 1984, 1985, 1988)
- Symphonie n° 2 (1962/65), Stikhira for the Millennium of Christianity in Russia (1987) : direction Guennadi Rojdestvenski (1 CD BMG MEODYA enregistré en 1965, 1989)
- Concerto pour orchestre n° 2 "Chimes" ; Pas seulement l'amour, suite symphonique de l'opéra de 1961, direction : Yuri Temirkanov (1 CD BRILLIANT enregistré en 1976 et 1980, extrait d'un coffret 10 CD consacré à ce chef)
- Concertos pour orchestre n° 4 & n° 5, Psaltérion de cristal, direction : Kirill Karabits (1 CD NAXOS enregistré en 2009)
- L'Ange scellé, oratorio (1988), direction : Vladimir Minin (1 CD BMG MELODYA enregistré en 1989)
- Carmen Suite, direction Vladimir Spivakov ; Les Fresques de Dionysos, direction Alexander Lazarev (1 CD MELODYA)
- Le Petit Cheval bossu, ballet de 1960, direction : Georgi Zhemchuzin, Suite de Chambre, de 1961, direction : Yuli Reyentovitch (2 CD MELODYA enregistrés en 1971)
- Anna Karénine, ballet de 1972, direction Yuri Simonov (2 CD RUSSIAN DISC enregistrés en 1973)
- La Mouette, ballet de 1980, direction : Alexander Lazarev (1 CD RUSSIAN DISC enregistré en 1982)
- La Dame au petit chien, ballet de 1985, direction : Alexander Lazarev (1 CD RUSSIAN DISC)
- Les Âmes mortes, opéra de 1977, direction Yuri Temirkanov (2 CD MELODYA, enregistrés en 1982)
- Le Vagabond ensorcelé, opéra de 2002 ; 4 Fragments du ballet "Le Petit Cheval bossu" ; Concerto pour orchestre n°1, direction : Valery Gergiev (2 CD MARIINSKY enregistrés en 2008)

## Hommages
L'astéroïde (4625) Shchedrin, découvert en 1982, est nommé en son honneur.